# Делта Цефеј
Делта Цефеј (δ Cep, δ Cephei) је Бајерова ознака за четвороструки звездани систем лоциран на приближној удаљености од 887 светлосних година од северног циркумполарног сазвежђа Цефеј, Краљ. На овој удаљености, визуелна величина звезде је смањена за 0,23 као резултат апсорпције изазване гасом и прашином дуж видне линије. То је прототипна цефидска променљива звезда која подлеже периодичним променама сјајности.

## Откриће
Џон Гудрајк је током 1784. године открио да је Делта Цефеј променљива звезда. Он је описао своје прво запажање 19. октобра 1784, и томе је следио редовни низ посматрања током већине ноћи до 28. децембра. Даљња запажања извршена су током прве половине 1785. године. Променљивост је описао у писму од 28. јуна 1785. године, а званично је објавио своје налазе 1. јануара 1786. Ово је била друга променљива звезда овог типа, при чему је прва, Ета Орла, откривена је само неколико недеља раније, 10. септембра 1784. године.

## Особине
Осим што је прототип цефеидне класе променљивих звезда, Делта Цефеј је међу најближим звездама овог типа променљивости Сунцу. Једино је Поларис ближи. Њена варијабилност је узрокована регуларним пулсацијама у спољним слојевима звезде. Њена магнитуда сјаја варира од 3,48 до 4,37, те и њена звездана класификација такође варира, од Ф5 до Г3. Период пулсације је 5,366249 дана, с тим што се успон до максимума одвија брже од наредног пада на минимума.
Будући да период ове класе променљивих зависи од звездане луминозности, Делта Цефај је од посебног значаја као калибратор за однос периода луминозности, јер је њена удаљеност сада једна од најпрецизнијих утврђених за Цефејд. Та се прецизност делом остварена захваљујући њеном чланству у звезденом кластеру и доступности прецизних паралакси Свемирског телескопа Хабл/Хипаркос. Стога је 2002. године свемирски телескоп Хабле кориштен за одређивање удаљености до Делта Цефеја са маргином грешке од 4%: 273 парсека (890 светлосних година). Међутим, поновна анализа података о Хипаркосу открила је већу паралаксу него раније, што доводи до краћег растојања од 244 ± 10 pc, што је еквивалентно са 800 светлосних година.

## Звезда прототип
Променљивог је сјаја, она је прототип Цефејда. Њен сјај варира у периоду од 5 d, 8 h, 47 m и 32 s.

## Вишеструка звезда
Састоји се од две звезде које су удаљене 11000 АЈ. Примарна је див спектралне класе Ф. Секундарна удаљена 43 угаоне секунде је Б звезда с привидним сјајем од 7,5 маг. Њихов орбитални период износи 300000 година.

## Кинематика
Креће се брзином 31,2˙ у односу на Сунце. Њена галактоцентрична удаљеност износи око 19200-24400˙сг. За приближно 6,4 милиона година приближиће се нашем Сунцу на раздаљину од 552˙сг. Тада ће њен привидни сјај износити 3,1 маг.